# Checkliste (Luftfahrt)

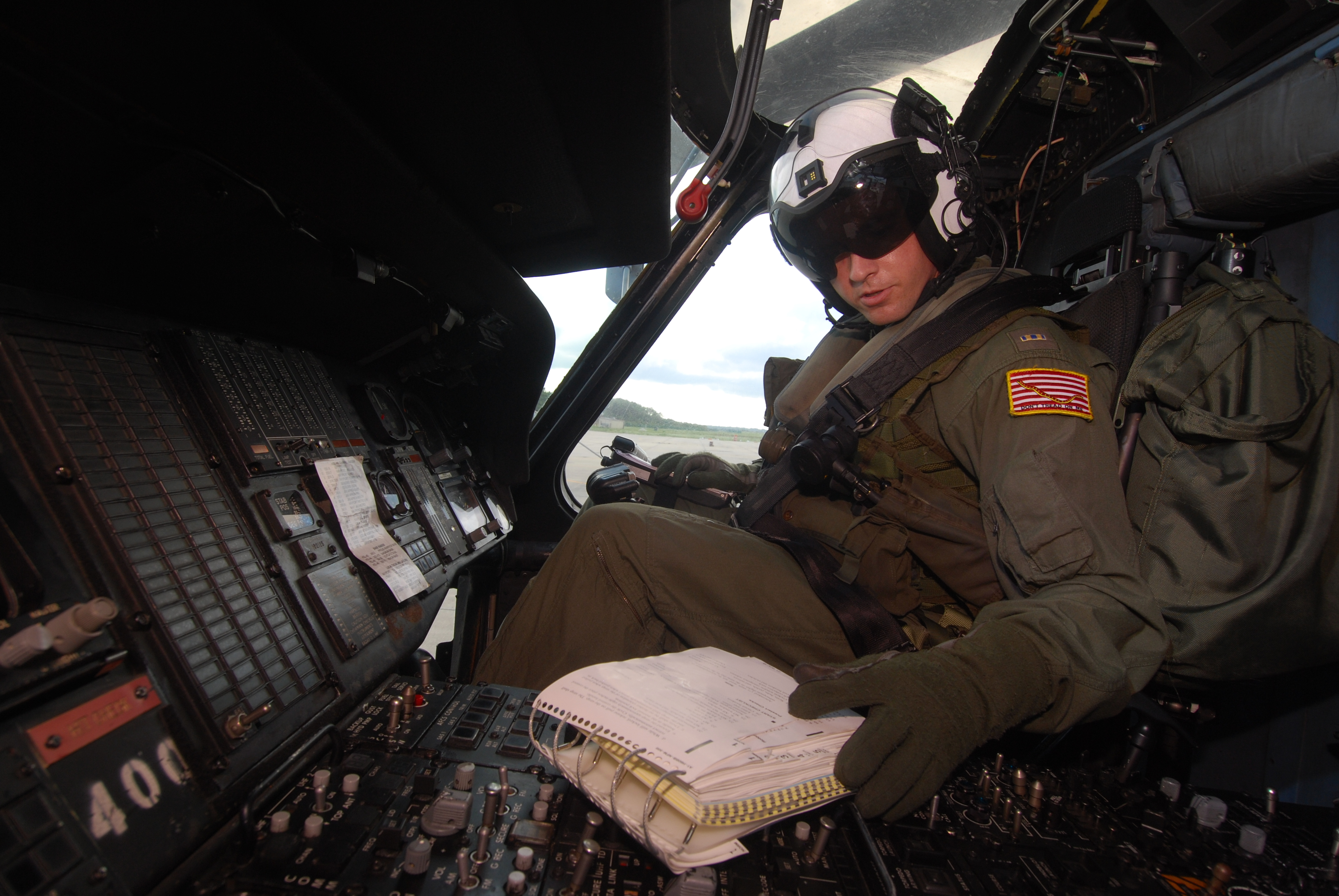
Pilot einer SH-60 beim Abarbeiten einer Checkliste

Eine Checkliste oder Klarliste ist eine in der Luftfahrt verwendete, listenartige Handlungsanweisung, welche die zum Durchführen von Maßnahmen erforderlichen Kontrollen und Aktionen in korrekter Reihenfolge enthält. Checklisten werden in der Regel vollständig abgearbeitet, um sicherzustellen, dass alle Einstellungen korrekt sind und nichts vergessen wurde. Die konsequente Anwendung von Checklisten ist für die Flugsicherheit von großer Bedeutung.

## Verschiedenes
- Bei Luftfahrzeugen, die nicht nur von einem Piloten geführt werden (beispielsweise viele Verkehrsflugzeuge), liest der gerade nicht steuernde Pilot (PNF/pilot not flying/pilot monitoring) die Checkliste vor und der gerade steuernde Pilot (PF/pilot flying) arbeitet die Punkte ab.

- Es gibt mehrere Arten von Checklisten:

a) Checklisten für Ereignisse, Aufgaben und Tätigkeiten vor dem Flug (Preflight checklist) → Vorflugkontrolle und Checkliste vor dem Triebwerk-Anlassen bei Motorflugzeugen
b) Checklisten für routinemäßige Abläufe, Aufgaben und Tätigkeiten während des Flugbetriebes einschl. Rollen, Start, Landung.
c) Checklisten für technische Probleme und Notlagen. Checklisten für Notverfahren sollen verhindern, dass Piloten bei der Reaktion auf einen Zwischenfall etwas übersehen oder falsche Maßnahmen ergreifen. So gibt es beispielsweise Checklisten für Fahrwerksprobleme (Checkliste Abnormal Landing Gear Extension) oder für Triebwerksausfälle (Engine Failure Checklist); diese soll unter anderem sicherstellen, dass nicht das falsche Triebwerk abgestellt wird. Bei Flugzeugen mit mehr als einem Piloten übernimmt in nicht-Normalzuständen der PNF je nach aktueller Arbeitsbelastung des PF ggf. die Ausführung der Checklistenpunkte. Das sogenannte QRH (Quick Reference Handbook) bei Verkehrsflugzeugen enthält alle wichtigen Checklisten für technische Problem- und Notsituationen sowie Notverfahren wie EICAS-Warnmeldungen, Triebwerks-Brand/Zerstörung oder Einleitung eines Notsinkfluges und ähnliches.
- Piloten kennen häufig die Checklisten auswendig, dennoch werden die meisten Checklisten immer abgelesen und die Ausführung jedes Punktes abgearbeitet (bei größeren Flugzeugen durch das zweite Mitglied kontrolliert). Damit soll verhindert werden, dass durch Routine, Stress oder Unachtsamkeit wichtige Punkte vergessen werden, auch wenn die Piloten die Abläufe „wie im Schlaf“ beherrschen.

- Es gibt Checklisten, die Piloten auswendig kennen müssen. Dabei handelt es sich meist um Checklisten für Notfälle, die sofortiges Handeln erfordern, z. B. Triebwerksausfall während des Startvorgangs. Wenn ein Pilot das Flugzeug alleine fliegt, trifft dies auch auf kurze Checklisten zu, welche in kritischen Phasen des Fluges auswendig abgearbeitet werden, beispielsweise der Climb Check kurz nach dem Abheben oder die Final Checklist kurz vor der Landung. In diesen Flugphasen hat der Pilot oft keine Kapazität, die Checkliste abzulesen, seine Aufmerksamkeit gilt dem Blick nach draußen und auf die Instrumente.

- Wird die Abarbeitung unterbrochen (beispielsweise durch einen eingehenden Funkspruch, der zunächst bearbeitet werden muss), muss diese wieder von Anfang an durchgearbeitet werden, um sicherzustellen, dass kein Punkt übersehen wird. Falls ein Stimmenrekorder vorhanden ist, wird die Abarbeitung durch die Aufnahme dokumentiert.

- Checklisten sind häufig in Papierform vorhanden, aber bei EFIS/Glascockpits auch elektronisch verfügbar.

- Beim Unfall auf dem American-Airlines-Flug 1420 in Little Rock trug ein kleiner Fehler der Piloten maßgeblich zum Tod vieler Menschen bei: Infolge der Ablenkung durch einen Gewittersturm wurde unter anderem die Automatik für das Ausfahren der Störklappen nicht aktiviert.[6]